# Беренже, Йоан
Йоан Беренже (фр. Joan Beringer; род. 11 ноября 2006) — французский баскетболист, играющий на позиции центрового. Выступает за клуб НБА «Миннесота Тимбервулвз».

## Ранние годы
Родился в коммуне Селеста. В детстве в основном занимался футболом. В возрасте 10 лет переехал в Страсбург, а в баскетбол начал играть лишь летом 2021 года. Позже присоединился к молодёжной команде «Страсбург Сен-Жозеф». В 2022 году присоединился к клубу «Страсбур», где выступал за команду среди игроков до 18 лет, а затем — до 21 года. В сезоне 2023/24 Беренже набирал в среднем за матч 9,4 очка, 8,1 подбора и 1,5 блок-шота, выступая за команду «Страсбура» до 21 года в молодёжном чемпионате Франции.

## Профессиональная карьера

### «Цедевита-Олимпия»
Летом 2024 года присоединился к словенской команде «Цедевита-Олимпия». Изначально Беренже должен был выступать за резервный состав клуба, однако ещё до начала сезона Йоан произвёл впечатление на руководство и был переведён в основную команду. В ноябре 2024 года подписал свой первый профессиональный контракт с клубом. За сезон провёл 64 матча, набирая в среднем за игру 5,4 очка, 4,9 подбора и 1,4 блок-шота. Беренже также помог клубу одержать победу в чемпионате и Кубке Словении, а по итогам сезона стал лидером Лиги ABA по блок-шотам. В апреле 2025 года заявил о том, что выставит свою кандидатуру на предстоящий драфт НБА.

### «Миннесота Тимбервулвз»
На драфте НБА 2025 года был выбран под общим 17-м номером командой «Миннесота Тимбервулвз». 10 июля 2025 года дебютировал в Летней лиге в матче против «Нью-Орлеан Пеликанс», набрав 11 очков, 8 подборов, 7 блок-шотов и 2 перехвата за 23 сыгранные минуты. Таким образом, Беренже повторил рекорд по количеству совершённых блок-шотов за один матч в Летней лиге НБА.

## Карьера в сборной
Выступал за молодёжную сборную Франции на чемпионате Европы среди игроков до 18 лет 2023 года, набирая в среднем за матч 9,1 очка, 5,3 подбора и 1,1 блок-шота.

## Статистика
| Сезон | Команда          | Лига               | GP | GS | MPG  | FG%  | 3P% | FT%  | RPG | APG | SPG | BPG | PFL | TOV | PPG |
| --- | ---------------- | ------------------ | -- | -- | ---- | ---- | --- | ---- | --- | --- | --- | --- | --- | --- | --- |
| 2024/25 | Цедевита-Олимпия | Все лиги           | 64 | 42 | 18,8 | 64,4 | 0,0 | 56,6 | 4,9 | 0,5 | 0,5 | 1,4 | 2,3 | 0,7 | 5,4 |
| 2024/25 | Цедевита-Олимпия | Лига ABA           | 33 | 19 | 17,8 | 60,4 | 0,0 | 55,8 | 4,1 | 0,6 | 0,5 | 1,4 | 2,3 | 0,7 | 4,8 |
| 2024/25 | Цедевита-Олимпия | Кубок Европы       | 19 | 14 | 17,7 | 62,1 | 0,0 | 53,3 | 5,3 | 0,2 | 0,4 | 1,1 | 2,1 | 0,5 | 4,6 |
| 2024/25 | Цедевита-Олимпия | Чемпионат Словении | 8  | 8  | 25,7 | 75,0 | 0,0 | 57,9 | 7,3 | 1,0 | 1,1 | 1,8 | 2,9 | 1,3 | 8,9 |
| 2024/25 | Цедевита-Олимпия | Кубок Словении     | 4  | 1  | 17,9 | 73,3 | 0,0 | 66,7 | 5,3 | 0,0 | 0,3 | 2,0 | 3,0 | 0,5 | 7,5 |
| Всего | Всего            | Всего              | 64 | 42 | 18,8 | 64,4 | 0,0 | 56,6 | 4,9 | 0,5 | 0,5 | 1,4 | 2,3 | 0,7 | 5,4 |
| Наведите курсор мыши на аббревиатуры в заголовке таблицы, чтобы прочесть их расшифровку Статистика приведена с сайта basketball.realgm.com |                  |                    |    |    |      |      |     |      |     |     |     |     |     |     |     |